# Маруся Боцюрків
Маруся Боцюрків (25 травня 1958 , Едмонтон ) — українська канадська феміністська режисерка, письменниця, науковиця і лесбійська активістка. Спів/засновниця медіа-організацій Emma Productions, Winds of Change Productions та Студії медіа-активізму та критичної думки університету Раєрсона (яку очолює). Нині живе в Торонто, де є доценткою Школи медіазнавства RTA університету Раєрсона. Викладає курси з медіа соціальної справедливості, активістської медіапродукції та гендерних/расових/квір-теорій часових та цифрових медіа. 
Фільм Боцюрків «Це гей-пропаганда: права ЛГБТ і війна в Україні» (2015) висвітлює роль активісток(-ів) ЛГБТ в Євромайдані 2013 року та в Революції гідності 2014 року.

## Життєпис
Народилась в Едмонтоні, Альберта, в сім'ї Віри Анни (до шлюбу Василишин) та Богдана Ростислава Боцюрківа, співзасновника Канадського інституту українознавства. Українська історія та культура були головними у дитинстві Боцюрків і привили їй відчуття української ідентичності та бажання переписати цб історію. Це спільна тема в усіх книгах, есе та фільмах Боцюрків: критичні та інтерсекційні рефлексії про те, що означає бути українкою, канадкою, феміністкою та лесбійкою. Ксеня Кібузінські, з програми вивчення України імені Петра Яцика в Школі світової політики Манка, заявила, що робота Боцюрків приносить усвідомлення розмаїття, яке існує в Україні. «Вона змінює погляди людей», — сказала Кібузінські у статті видання «The Eyeopener» університету Райерсона.

## Освіта та мистецька кар'єра
Боцюрків закінчила бакалаврат образотворчих мистецтв (1982) в Університеті мистецтв та дизайну Нової Шотландії (NSCAD), Канада. Там вона відкрила феміністичне мистецтво та новітню сферу відеоарту. Навчалася у Брюса Барбера та Гаррі Ніла Кеннеді, будучи частиною того, що Барбер назвав «імпульсом феміністичного руху в NSCAD». Співзаснувала «Файл жінок-художниць» у бібліотеці NSCAD, що згодом надихнуло Ресурсний центр жіночого мистецтва у Торонто. Брала участь у правлінні Центру художніх стрічок у Галіфаксі, де курувала обмін «Перформанс як опір» між Торонто та Галіфаксом (1985), в якому взяли участь даб-поети Ліліан Аллен та Кліфтон Джозеф, гумористка Шейла Гостік та акапельна група Галіфаксу «Four The Moment».
Після закінчення NSCAD Боцюрків переїхала до Торонто, а в 1983 році спільно з іншими випустила документальний фільм «Наш вибір, стрічка про матерів-підлітків» (Women's Media Alliance). 1984 року співзаснувала феміністичний відео-колектив «Emma Productions», який випустив кілька творів, зокрема «Немалі зміни: історія страйку Ітона» (реж. Рут Бішоп та Маруся Боцюрків, 1985) та «Кулі за революцію» (реж. Маруся Боцюрків, 1988). Ці фільми були створені та показані в контексті динамічної феміністичної медіа-культури 1980-х у Торонто. «Немалі зміни: Історія страйку Ітона» та власний фільм Боцюрків «Гра з вогнем» (1986) включені в гастрольну виставку «Бунтівні дівчата: огляд канадських феміністичних відеокасет 1974—1988» у 1989—1990 роках. За ними вийшло ще кілька її власних робіт, зокрема «Негласна територія» про історію расового профілювання в Канаді; та найновіша «Це гей-пропаганда: права ЛГБТ та війна в Україні» (2015). Цей фільм використовує інтерв'ю з ЛГБТ-українцями для вивчення ролі квір-активістів(-ок) в революції Євромайдану та наступній російській окупації. Фільми Боцюрків демонструвались на кінофестивалях на кількох континентах.
Також Боцюрків є відміченою нагородами письменницею та науковицею із медіазнавства. Її розповіді та критичні статті широко публікувались у таких журналах та збірниках, як Border / Lines, Fuse, Rites Magazine, The Journey Prize Anthology (McClelland &amp; Stewart), Dykewords (Women's Press), Queer Looks (Routledge), Two Lands, New Vision (Coteau) та Unbound: Ukrainian Canadians Writing Home (University of Toronto Press). 1994 року Боцюрків опублікувала свою першу книгу — збірку-оповідань «Жінка, яка любила аеропорти» (Press Gang), а потім — поетичну збірку «На півдорозі на Схід» (Lazara Press 1999). 1999 року вона здобула ступінь магістра соціальних та політичних думок у Йоркському університеті (Торонто, Онтаріо, Канада). Творча та наукова кар'єра Боцюрків завжди перепліталися. Викладаючи та здобувши ступінь доктора філософії з міждисциплінарних досліджень в Університеті Британської Колумбії (2005), а згодом працюючи професором у Медіа-школі радіо- і телемистецтв (RTA) Університету Райерсона (з 2007 року дотепер), вона закінчила перший роман «Діти Марії» (Інанна, 2006) та її відзначений нагородам мемуар « Комфортна їжа для розривів» («Арсенал» 2007). У 2011 році вона опублікувала академічну книгу «Почуття канадця: телевізійний націоналізм і вплив» (Wilfrid Laurier University Press).
Боцюрків пропагує феміністичну та антирасистську педагогіку та дослідження через Студію медіа-активізму та критичної думки, науковий центр Університету Райерсона, який стирає межі між медіа-мистецтвом, активізмом та науковими дослідженнями. Студія організовує щорічну серію виступів спікерів, симпозіуми, наставництво студентів та інтернет-журнал для випускників. Студія також запровадила щорічну Лабораторію феміністичної пам'яті (яка опікується увагою до та актуалізацією архіву фемінізму другої хвилі Торонто — особливо його міжсекційним, расизованим та квір-аспектами), де беруть участь такі митці, як Міді Онодера, Тірза Катхенд та Зайнуб Верджі.

## Активізм
Маруся Боруцьків є авторкою шістьох книг, серед яких роман, збірка поезій, збірка новел та мемуари, публікується в журналах та збірниках. Її роботи є у колекціях Національної галереї Канади, Національному архіві Канади та багатьох університетських бібліотеках. 
Будучи засновницею феміністичного відеоколективу Emma Productions, а також відкритою лесбійкою, Боцюрків була дуже активною у фемрусі Торонто та Ванкуверу, русі за мир та ЛГБТ-рухах протягом 1980-х, 1990-х та 2000-х. У 1980-х роках вона брала активну участь у Жіночих акціях за мир, Міжнародній жіночій коаліції, Русі за вибір жінки (щодо права на аборт), латиноамериканському русі солідарності та русі «Жінки за економічну справедливість». Живучи в Монреалі, вона спільно з Томасом Во розробила і викладала перший курс про ЛГБТ-кіно в Канаді, в Університеті Конкордія. Була серед першої групи жінок у Канаді, яка увійшла до сфери медіамистецтва, де переважають чоловіки, і використовувала фільми та відео, щоб привернути увагу до жінок, праці та інших питань.
Фільм Боцюрків «Це гей-пропаганда: права ЛГБТ і війна в Україні» висвітлює роль активісток(-ів) ЛГБТ в Євромайдані 2013 року та в Революції гідності 2014 року, яка завершилася висланням Віктора Януковича. ЛГБТ-людям в Україні було що втрачати від зростання російського політичного впливу. В результаті незаконної окупації та анексії Криму Російською Федерацією в 2014 році та війни на сході відбулося підпорядкування цих територій до російського закону про ЛГБТ-пропаганду — і багато ЛГБТ-українців з Криму та Донецька були змушені тікати й шукати притулку у Києві та Одесі. Хоча закон, що передбачає криміналізацію одностатевої сексуальної діяльності за законом СРСР, був скасований після здобуття незалежності Україною 1991 року, в суспільстві все ще залишається високий рівень соціального тиску. Політичні лідери України і до, і після Євромайдану неохоче приймали антидискримінаційне законодавство, попри тиск щодо виконання Хартії основних прав Європейського Союзу. Після багатьох затримок закон про заборону дискримінації на робочому місці за ознакою сексуальної орієнтації або гендерної ідентичності був нарешті прийнятий 12 листопада 2015 року. Російський та релігійний впливи продовжують загрожувати безпеці та соціальному визнанню ЛГБТ-людей в Україні. Фільм Боцюрків привертає увагу до цієї боротьби та надає голос героїням і героям українського руху за права ЛГБТ.
Боцюрків продовжує займатися активістськими дослідженнями, викладанням та виробництвом медіа; вона ініціювала такі навчальні курси, як «Медіа соціальної справедливості» та «#Активізм». 2016 року опублікувала статтю «Великий ефект: ефемерний архів відеоколективів другої фемністичної хвилі в Канаді» — результат багаторічного дослідження історії канадських феміністичних медія та їх перетину з ефірними технологіями й активізмом.

## Праці

### Літературні твори
Роботи Марусі Боцюрків «наповнені різкими запам'ятовуваними деталями, які фіксують суперечливу суть сімей». У її книгах розглядаються «складні відносини та історії».
- "Жінка, яка любила аеропорти" (The Woman Who Loved Airports, Press Gang Publishers, 1994)
- Halfway to the East (Lazara Press, 1999)[23]
- "Діти Марії" (The Children of Mary, Inanna Publications, 2006)
- «Комфортна їжа для розривів: мемуари голодної дівчини» (Comfort Food for Breakups: The Memoir of a Hungry Girl, Arsenal Pulp Press, 2007)[24][25]
- Feeling Canadian: Television Nationalism & Affect (Wilfrid Laurier University Press, 2011)[26]
- ' 'Food Was Her Country: The Memoir of a Queer Daughter (Dagger Editions / Caitlin Press 2018) ' '
- Recipes for Trouble: A World of Food Stories, Culinary Memories, and Ingredients Queerly Political (2012—2013)
- The Media Studies Blog (rabble.ca, 2010—2014)
- A Girl, Waiting (2015)[27]
- "Bringing Back Memory" у Unbound: Ukrainian Canadians Writing Home (University of Toronto Press, 2016)

### Фільми
- Our Choice, A Tape About Teenage Mothers (Vtape, 1983)
- Stronger than Before (Vtape, 1984)
- No Small Change (Vtape, 1985)
- Playing With Fire (Vtape, 1986)
- Bullets for a Revolution (Vtape, 1988)
- Night Visions (Vtape, 1989)
- Bodies in Trouble (Vtape, 1990)
- Nancy Drew & the Mystery of the Haunted Body (Vtape, 1999)
- Unspoken Territory (Moving Images Distribution, 2001)
- "Плоть та кров: подорож між сходом та заходом" бо "Яке українське слово для сексу?" (Flesh and Blood: A Journey Between East and West or What's the Ukrainian Word for Sex?, Moving Images Distribution, 2006)
- «Це — гей-пропаганда: права ЛГБТ і війна в Україні» (This is Gay Propaganda: LGBT Rights and the War in Ukraine, Winds of Change Production, 2015)

## Нагороди
Мемуар Боцюрків «Комфортна їжа для розривів: мемуари голодної дівчини» здобув премію «Книга року» журналу «Foreword Magazine», срібну нагороду від Independent Publisher Book Awards за найкращу автобіографію/мемуари (2008); і потрапив до шорт-листів літературної премії Golden Crown Literary Award, Lesbian Short Story Essay Collection, престижної літературної премії «Кобзар» та літературної премії «Лямбда» (2008).
Боцюрків отримала 2013 року нагороду Декана Університету Раєрсона за наукову, науково-дослідну та творчу діяльності. Її новела «Дівчинка, яка чекає» потрапила до шорт-листа премії CBC Creative Non-Fiction 2015 року. Антологія Unbound: Ukrainian Canadians Writing Home, до якої увійшла її історія «Повернення пам'яті», здобула премію «Кобзар» 2018 року. Її мемуар «Їжа була її країною» потрапив до шорт-листа премії «Лямбда» 2019.